# Greg LeMond
Greg LeMond (* 26. června 1961) je bývalý americký profesionální cyklista.

## Život
Jedná se o prvního amerického vítěze Tour de France (rok 1986), který navíc dokázal své vítězství ještě dvakrát zopakovat (v letech 1989 a 1990). V roce 1987 byl dva měsíce před Tour nešťastně postřelen svým švagrem – jak později uvedl v jednom rozhovoru, to byl pravděpodobně důvod, proč se mu nepodařilo vyhrát i v letech 1987 a 1988.
Po skončení sportovní kariéry založil několik firem, jejichž činnost souvisela se sportem, mimo jiné LeMond Bicycles, která byla později prodána a dnes je jako jedna z divizí součástí firmy Trek.